# Мирзоян, Арцрун Маргарович
Арцрун Маргарович Мирзоян — советский хозяйственный и политический деятель.

## Биография
Родился в 1927 году в Армянской ССР. Член КПСС с 1953 года.
Окончил профессионально-техническое училище.
В 1943—1945 гг. — рабочий завода.
В 1945—1948 гг. — киномеханик.
В 1948—1951 гг. — военнослужащий Советской армии.
В 1951—1967 гг. — слесарь, контрольный мастер, в 1967—1987 гг. — слесарь-сборщик Ереванского производственного объединения «Армэлектронмаш» имени В. И. Ленина.
Избирался депутатом Верховного Совета СССР 10-го созыва. Делегат XXVI съезда КПСС.
Жил в Ереване.

## Награды
- Орден Ленина
- Орден Знак Почёта